# Julia (série de televisão de 2022)
Julia é uma série de televisão biográfica criada por Daniel Goldfarb que estreou na HBO Max em 31 de março de 2022. É estrelado por Sarah Lancashire no papel da famosa autora de livros de culinária e apresentadora de televisão Julia Child. Em maio de 2022, a série foi renovada para uma segunda temporada.

## Elenco

### Principal
- Sarah Lancashire como Julia Child
- David Hyde Pierce como Paul Child
- Bebe Neuwirth como Avis DeVoto
- Fran Kranz como Russ Morash
- Fiona Glascott como Judith Jones
- Brittany Bradford como Alice Naman

### Recorrente
- Jefferson Mays como P. Albert Duhamel
- Robert Joy como Hunter Fox
- Lindsey Broad como Dorothy Zinberg
- Judith Light como Blanche Knopf
- Adriane Lenox como Virginia Naman
- Tosin Morohunfolo como Isaac

### Convidados
- Isabella Rossellini como Simone "Simca" Beck
- Erin Neufer como Marian Morash
- James Cromwell como John McWilliams
- Bryce Pinkham como John Updike
- Christian Clemenson como James Beard
- A.J. Shively como André Soltner
- Tracee Chimo como Betty Friedan
- Rob McClure como Fred Rogers
- Sam Brackley como Coco Van

## Recepção
No Rotten Tomatoes, a série detém um índice de aprovação de 93% com uma nota média de 8,0/10, com base em 44 críticas. O consenso dos críticos do site diz: "Sarah Lancashire traz uma alegria de viver contagiante para Julia Child, celebrando o delicioso Dia dos Namorados da icônica chef". O Metacritic, que usa uma média ponderada, atribuiu uma pontuação de 76 em 100 com base em 20 avaliações, indicando "críticas geralmente favoráveis".